# Daniel Nicolai (Jurist, 1613)

1658 datiert: „Daniel Nicolai I.V.D.“ mit Wappen;
Kupferstich von Pieter de Jode d. J.; Nr. 100 aus Anselm van Hulles 1717 erschienenen Portraits des hommes illustres

Daniel Nicolai, später Daniel Nicolai von Greiffencrantz (geboren 16. Oktober 1613 in Parchim; gestorben 13. Mai 1670 in Stade) war ein deutscher Jurist, Hofrat, Kammerrat und Kanzler der Herzogtümer Bremen und Verden.

## Leben
Der lutherisch getaufte Daniel Nicolai studierte während des Dreißigjährigen Krieges: Er immatrikulierte sich zu Ostern im Mai 1629 an der Universität Rostock und studierte später an der Universität Bourges, an der er 1645 seinen Titel als Doktor der Rechtswissenschaften erhielt.

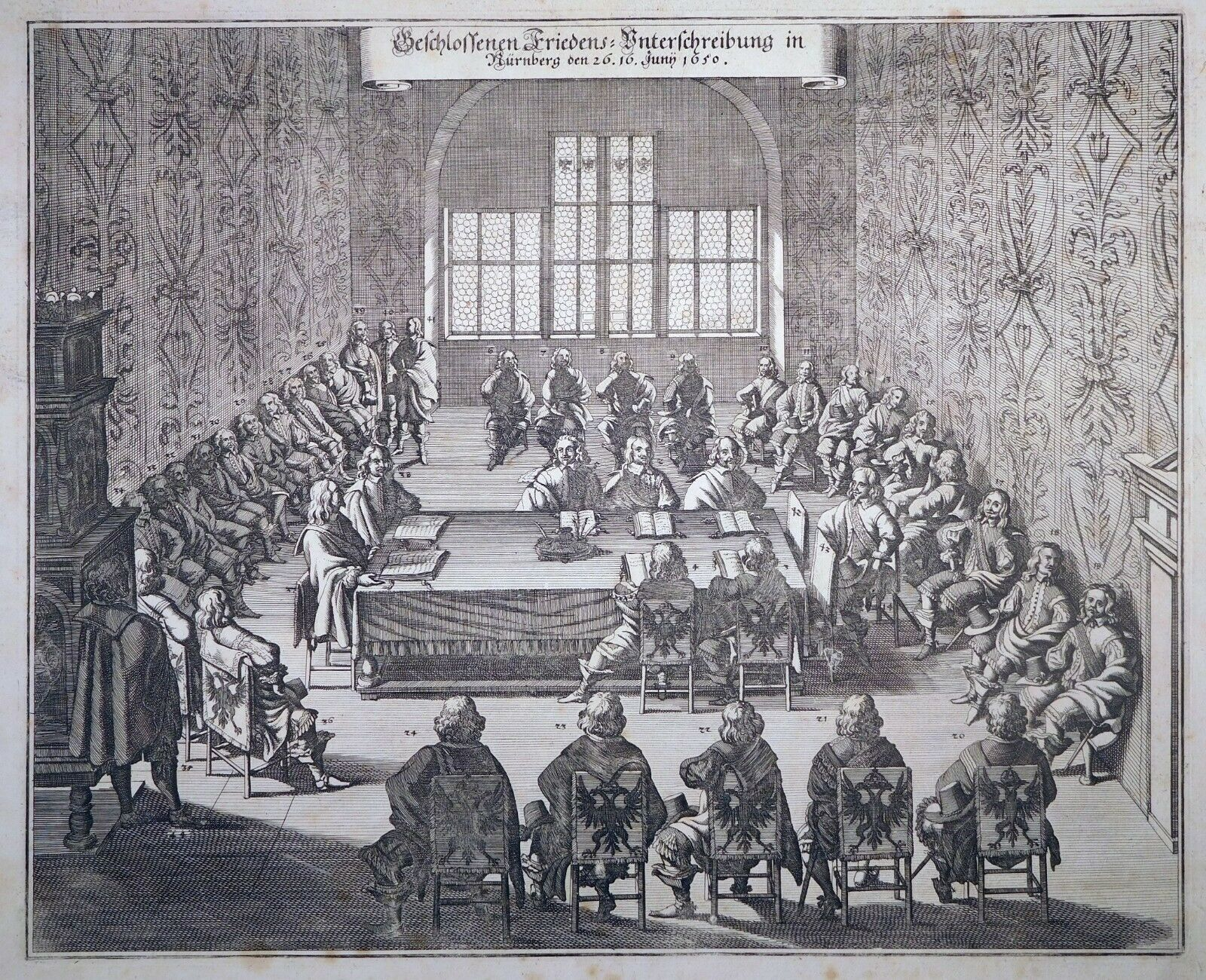
26. Juni 1650: Gesandte bei der Vertragsunterzeichnung auf dem Nürnberger Exekutionstag, darunter Daniel Nicolai;
Radierung von Caspar Merian

Nach Kriegsende wurde er 1648 trat er als Hof-, Kammer- und Kanzleirat in den Dienst des Herzogs Adolf Friedrich I. von  Mecklenburg-Schwerin. Er vertrat Mecklenburg als Gesandter beim Nürnberger Exekutionstag und beim Reichstag zu Regensburg (1653).
Ab 1656 übernahm Daniel Nicolai die Aufgaben als Kanzler der Herzogtümer Bremen und Verden. 1664 erhielt er unter König Karl XI. von Schweden seine Standeserhebung in den erblichen schwedischen Adel und hieß seitdem Daniel Nicolai von Greiffenkrantz.
Der Leichnam des im Mai 1670 im Alter von 56 Jahren verstorbenen Nicolai von Greiffencrantz wurde erst knapp vier Monate später 7. September 1670 in der Königlichen Estats-Kirche, der als Garnisonskirche genutzten und 1712 zerstörten Kirche des ehemaligen Marienklosters, in Stade beigesetzt.
Der 1649 geborene Diplomat Christoph Joachim Nicolai von Greiffencrantz war sein Sohn.

## Archivalien
Archivalien von und über Daniel Nicolai von Greiffencrantz finden sich beispielsweise
- im Niedersächsischen Landesarchiv (Abteilung Stade) im Depositum des Stader Geschichts- und Heimatvereins als Verzeichnung Daniel Nicolai von Greiffencrantz (1613–1670), Staatsmann, Kanzler in Bremen-Verden (Kupferstich von 1658, mit Wappen), Archivsignatur NLA ST Dep. 10 Nr. 03388 (alte Archivsignatur Dep. 10 S.b. Nr. 9e)[5]